# O Homem Que Sabia de Menos
The Man Who Knew too Little (bra / prt: O Homem Que Sabia de Menos ) é um filme de espionagem de comédia teuto-estadunidense de 1997 estrelado por Bill Murray, dirigido por Jon Amiel, e escrito por Robert Farrar e Howard Franklin. O filme é baseado no romance de Farrar, Watch That Man, e o título é uma paródia do filme de 1934 de Alfred Hitchcock, O Homem Que Sabia Demais e seu remake de 1956 do mesmo título.
The Man Who Knew too Little detém uma taxa de aprovação de 41% no Rotten Tomatoes com base em 32 avaliações; a classificação média é de 5.4/10.

## Sinopse
Wallace Ritchie (Bill Murray) voa de Des Moines, Iowa, para Londres, Reino Unido, para passar seu aniversário com seu irmão, James (Peter Gallagher). James não está esperando a visita e está hospedando um jantar de negócios naquela noite; Para manter Wallace entretido, ele o monta com um negócio interativo de teatro de improvisação, o "Teatro da Vida", que promete tratar o participante como personagem de um drama criminal. Wallace recebe charutos de seu irmão e chega ao local do evento onde responde a um telefonema destinado a um assassino do telefone público que o Teatro da Vida usa para o seu ato.
O contato, Sir Roger Daggenhurst (Richard Wilson), confunde Wallace por Spencer, o assassino que ele contratou e Wallace assume a identidade. O verdadeiro Spencer (Terry O'Neill) pega o telefonema para Wallace e mata um dos atores, provocando uma investigação policial. Daggenhurst, seu assistente Hawkins (Simon Chandler), o ministro da Defesa britânico Gilbert Embleton (John Standing) e o agente de inteligência russo Sergei (Nicholas Woodeson) planejam detonar um artefato explosivo (escondido em uma boneca russa Matriosca) durante um jantar entre dignitários britânicos e russos, a fim de reacender a Guerra Fria e substituir sua tecnologia de envelhecimento.
Ainda acreditando que ele está agindo com o Teatro da Vida, Wally conhece Lori (Joanne Whalley), a garota de programa de Embleton. Lori planeja chantagear Embleton por uma quantia substancial de dinheiro usando cartas que detalham o enredo. Spencer foi contratado para eliminá-la e destruir as cartas. Wallace assusta Embleton quando ele chega para procurá-los e expulsa Spencer. Temendo que sua trama seja revelada, Daggenhurst contrata mais dois pistoleiros, enquanto Sergei contrata o agora inativo espião Boris "The Butcher" Blavasky (Alfred Molina), para eliminar "Spencer". Boris consegue matar o verdadeiro Spencer, mas Wallace e Lori retornam, recuperando as cartas.
Usando o comunicador de Spencer, Wallace menciona acender alguns charutos de James. Pensando que as palavras se referem ao plano de assassinato, ambos os lados acreditam que ele é um espião americano que pegou o esquema deles. Daggenhurst oferece a Wallace e Lori 3 milhões de libras esterlinas em troca das cartas, a serem trocadas no mesmo hotel onde o jantar está sendo realizado. Este é um truque para capturar e matar os dois. O tempo todo Wallace se aproxima de sua "co-estrela" Lori, que confessa que gostaria de estudar a atuação assim que receber o pagamento.
Wallace entra em contato com James e diz a ele para encontrá-lo no hotel - logo depois, James vê um noticiário noturno que Wallace assassinou um ator e a polícia está procurando por ele, levando James a abandonar o jantar de negócios. Wallace e Lori são capturados e mantidos em cativeiro. Boris opta por tortura pela Dra. Rudmilla Kropotkin (Geraldine James), mas Wallace e Lori se separam e escapam antes que ela chegue. James é capturado e enviado para ser torturado pela Dra. Kropotkin. Wallace evita os assassinos e se vê parte de um grupo de dançarinos folclóricos russos se apresentando para os dignitários. Durante a festa, ele vê a bomba de boneca russa Matryoshka, desarma-la inconscientemente segundos antes de explodir, bloqueia um dardo envenenado de Boris com ela e rouba a cena com sua dança improvisada.
Percebendo que sua trama falhou quando a bomba não explodiu, Sergei e Daggenhurst trazem dois sacos contendo os prometidos 3 milhões de libras para Wallace e Lori e libertam James, que está exausto, mas está bem depois de sua sessão de tortura. Boris parabeniza Wallace por suas impressionantes habilidades secretas e lhe dá uma pistola de lembrança, dizendo a Wallace que ele continuará seu negócio de açougue. Sergei e Daggenhurst tentam escapar com metade do dinheiro e descobrir a boneca de Wallace, que eles acreditam ser apenas uma normal que ele escolheu para si mesmo. Eles estão errados quando eles realinham a boneca, reativando a bomba e explodindo-os, assim como Wallace e Lori compartilham um beijo.
Algum tempo depois, em uma praia exótica, Wally involuntariamente incapacita um espião, passando por um teste de um grupo de espionagem americano desconhecido. Acreditando que ele é capaz de ser um agente de carreira, eles oferecem a ele uma posição na "equipe". Pensando que eles querem fazer dele uma estrela de cinema, Wallace aceita a oferta deles.

## Elenco
- Bill Murray como Wallace Ritchie
- Peter Gallagher como James Ritchie
- Joanne Whalley como Lori
- Alfred Molina como Boris 'The Butcher' Blavasky
- Richard Wilson como Sir Roger Daggenhurst
- Geraldine James como Dra Ludmilla Kropotkin
- John Standing como Gilbert Embleton
- Anna Chancellor como Barbara Ritchie
- Nicholas Woodeson como Sergei
- Simon Chandler como Hawkins
- John Thomson como Dimitri
- Cliff Parisi como Uri
- Dexter Fletcher como Otto
- Sheila Reid como mulher em SS Cap
- Eddie Marsan como ladrão #1